# 恋のブギウギナイト
「恋のブギウギナイト」（こいのブギウギナイト）は、サザンオールスターズの楽曲。自身の7作目の配信シングルとして、タイシタレーベル / SPEEDSTAR RECORDSからダウンロード配信・ストリーミングで2024年6月25日に発売された。

## 背景・リリース
前作「Relay〜杜の詩」から9ヶ月ぶりとなる楽曲。本作品のリリースは配信日であり且つデビュー記念日（6月25日）の3日前にあたる2024年6月22日に桑田のラジオ番組『桑田佳祐のやさしい夜遊び』（TOKYO FM）にて発表された。この日の放送は当初はテーマを『困った時のなんでも掲示板!!〜6月25日直前の放送だけど、新曲オンエアとか何もないから期待しないでねSP』としていたが、当日の昼間に『6月25日直前!!重大発表SP〜新曲出来ちゃったので聞いてちょうだい!〜』に変更されている。
リリース当日には『葡萄』以来9年ぶりとなるオリジナル・アルバムの制作の告知と、最後の夏フェス出演として9月23日の「ROCK IN JAPAN FESTIVAL 2024」への参戦を表明した。

## プロモーション

### テレビ放送
タイアップ先のドラマ『新宿野戦病院』の最終回では、サザンがエンドロールに出演し本楽曲を歌唱。撮影はサポートミュージシャン2名、セクシーダンサー6名、同ドラマの出演者18名も加わり、総勢31名が同ドラマのセットに集まって行われた。また、直後に放送された『週刊ナイナイミュージック』では、同番組のためだけに撮り下ろされたフル尺バージョンの映像が公開された。

### テレビ披露
| 放送日        | 番組名                   | 放送局     | 披露曲                                                 | 出典        |
| ------------- | ------------------------ | ---------- | ------------------------------------------------------ | ----------- |
| 2024年9月9日  | CDTVライブ!ライブ!       | TBS        | 「ジャンヌ・ダルクによろしく」 「恋のブギウギナイト」  | [ 8 ] [ 9 ] |
| 2024年9月11日 | 新宿野戦病院             | フジテレビ | 「恋のブギウギナイト」                                 | [ 7 ]       |
| 2024年9月11日 | 週刊ナイナイミュージック | フジテレビ | 「恋のブギウギナイト」                                 | [ 7 ]       |
| 2025年3月22日 | with MUSIC               | 日本テレビ | 「桜、ひらり」 「夢の宇宙旅行」 「恋のブギウギナイト」 | [ 10 ]      |

## チャート成績
2024年7月3日発表のラジオオンエアチャート（プランテック調べ）では1位にランクインしている。
同年7月8日付のオリコン週間デジタルランキングで初週1.6万DLを売り上げ、初登場3位にランクインした。

## 収録曲
1. 恋のブギウギナイト (4:59)
（作詞・作曲：桑田佳祐 / 編曲：サザンオールスターズ & 片山敦夫）[11]
フジテレビ系 水10ドラマ『新宿野戦病院』主題歌[1]。ユニクロ 「Life Wear/ユニフロダンスで年末祭篇[注 1]、新年祭篇[注 2]」CMソング。
昭和から平成初期に流行したディスコサウンドと令和のEDMサウンドを融合させたダンスナンバー[1]。作曲及びリズムトラックの作成にあたっては、インターネットを通じて提供されているEDMの制作などに利用されるループ音源も取っ掛かりとして活用されており、コンピュータープログラマーの角谷仁宣に頼んでいくつか用意してきてもらったループ音源をスタジオに流しつつ､桑田はギターを弾き、仮歌を口ずさみつつ、Aメロからメロディを紡いでいった[18][19]。その際に角谷の前で大きな声で歌うのが恥ずかしかった影響もあり、呟くようにして歌った結果、Aメロの桑田の歌声は他の自身の楽曲よりも1オクターブ低くなっている[20]。キーボードの片山敦夫から「オクターブ低いのも良いですね〜」と言われたこともあり、このまま臨むことになり、歌入れの際にはさらにオクターブ上のファルセットを重ねている[20]。また、ラスサビ前の間奏に歌舞伎の声ネタを意識したSEを取り入れるなどの演出も行われており、和洋折衷なサウンドが展開されている[21]。BARKSによる記事では「パンチのあるリズムトラックに、懐かしさと新しさ、愉快さと切なさが入り混じるサウンドと、ペーソス溢れる情けない男の心情が描かれた歌詞、緩急自在の桑田のボーカルが得も言われぬグルーヴと高揚感を生み出している」と解説されている[1]。
ミュージック・ビデオは巨大なミラーボールにネオンライトが光り輝く未来のディスコをイメージしたセットの中で、サザンオールスターズを中心に、妖艶でセクシーな踊り子たち、中学生B-BOY、ジェンダーレスで個性的なモデルやアーティストなど総勢40名を超えるキャストたちが躍動する内容となっており、タイアップ先のドラマ『新宿野戦病院』からはヨウコ・ニシ・フリーマン役の小池栄子、高峰享役の仲野太賀が出演した[22]。なお、小池がサザンのMVに出演するのは2003年の「涙の海で抱かれたい 〜SEA OF LOVE〜」以来となる[23]。

## 収録アルバム
| 曲名               | 作品名            |
| ------------------ | ----------------- |
| 恋のブギウギナイト | THANK YOU SO MUCH |

## ライブ映像作品
| 曲名               | 作品名            | 備考 |
| ------------------ | ----------------- | --- |
| 恋のブギウギナイト | THANK YOU SO MUCH | 完全生産限定盤のスペシャルディスクに収録。『ROCK IN JAPAN FESTIVAL 2024 in HITACHINAKA』での歌唱シーン。 |